# Ulrike Tauber
Ulrike Tauber (Chemnitz, 16 juni 1958) is een Oost-Duits zwemster.

## Biografie
Tauber won tijdens de Olympische Zomerspelen van 1976 de gouden medaille op de 400m wisselslag in een wereldrecord.
Daarnaast won Tauber één wereldtitel en vier Europese titels.

## Internationale toernooien
| Jaar | Olympische Spelen                  | Wereldkampioenschappen            | Europese kampioenschappen                        |
| ---- | ---------------------------------- | --------------------------------- | ------------------------------------------------ |
| 1974 |                                    |                                   | 200m rugslag · 200m wisselslag · 400m wisselslag |
| 1975 |                                    | 200m wisselslag · 400m wisselslag |                                                  |
| 1976 | 200m vlinderslag · 400m wisselslag |                                   |                                                  |
| 1977 |                                    |                                   | 200m wisselslag · 400m wisselslag                |
| 1978 |                                    | 200m wisselslag · 400m wisselslag |                                                  |
| 1979 |                                    |                                   |                                                  |
| 1980 | 5e 400m wisselslag                 |                                   |                                                  |

1964: Donna de Varona ·
1968: Claudia Kolb ·
1972: Gail Neall ·
1976: Ulrike Tauber ·
1980: Petra Schneider ·
1984: Tracy Caulkins ·
1988: Janet Evans ·
1992: Krisztina Egerszegi ·
1996: Michelle Smith ·
2000: Jana Klotsjkova ·
2004: Jana Klotsjkova ·
2008: Stephanie Rice ·
2012: Ye Shiwen ·
2016: Katinka Hosszú ·
2020: Yui Ohashi ·
2024: Summer McIntosh